# Burton C. Mossman
Burton C. Mossman (Aurora, 1867. április 30. – Új-Mexikó, 1956. szeptember 5.) sherrif volt a vadnyugaton. Leginkább arról ismert, hogy elfogta a hirhedt Augustine Chacon-t 1902-ben, de sikeres üzletember is volt, övé volt a Diamond A Ranch.

## Élete
Burton C. Mossman 1867. április 30-án született az Illinois állambeli Aurora közelében egy parasztházban. 1873-ban családjával Missouriba költöztek, 1882-ben pedig Új-Mexikóba. 1898-ban sheriffé nevezték ki Navajo megyében. 